# 101 Collins Street
101 Collins Street je mrakodrap v australském Melbourne. Byl dokončen roku 1991 podle návrhu, který vypracovala firma Denton Corker Marshall. Má 50 podlaží a výšku 260 m, je tak 3. nejvyšší mrakodrap ve městě.